# 兪平伯
兪 平伯（ゆ へいはく、1900年1月8日 - 1990年10月15日）は、現代中国の詩人・作家・『紅楼夢』研究家である。清末の大学者である兪樾の曾孫にあたる。
平伯は字。名は銘衡（めいこう）、幼名は僧宝。室名は古槐書屋。

## 生涯
兪平伯の本貫は浙江省湖州府徳清県であるが、1900年1月8日（光緒25年12月8日）に蘇州府呉県の馬医科巷の曲園春在堂で生まれた。曾祖父の兪樾は清末の高名な学者である。祖父は兪祖仁。父の兪陛雲は探花の成績で科挙に合格した。このような環境で育ったため、兪平伯は幼いころから古典文化の薫陶を受けて育った。1915年に北京大学予科に入学した。1917年に杭州の才女の許宝馴と結婚し、その影響で崑曲に親しみはじめた。兪平伯は在学中に文学革命に参加した。1918年5月に初の新詩「春水」を『新青年』第4巻第5号（魯迅の「狂人日記」が発表されたのと同じ号）に発表し、中国の口語詩の先駆者のひとりとなった。また、傅斯年・羅家倫らとともに新潮社を創立した。1922年には朱自清らと『詩』月刊を創刊した。その後、『冬夜』などの詩集を次々に出版した。
1919年12月に兪平伯は北京大学を卒業した。1920年にイギリスに留学したが、資金不足が判明したためにすぐさま帰国した。浙江省の視学（教育行政官）の職につき、教育視察の目的で1922年にアメリカ合衆国・カナダを短期間訪問している。
1923年に兪平伯は『紅楼夢弁』を出版し、『紅楼夢』は最初の80回だけが曹雪芹の作で、残り40回は高鶚によって書かれたと考証した。兪平伯は胡適とならんで紅楼夢研究の草分けのひとりとなった。1925年から燕京大学で教え、また朱自清を清華学校に紹介した。1928年には清華大学に移った。1935年に清華園の自宅で「清華谷音社」を創立し、崑曲の普及につとめた。
兪平伯は周作人の強い影響を受け、詩から散文へと創作の中心を移していった。兪平伯は周作人らの『語絲』に投稿し、また1930年に創刊された『駱駝草』散文週刊では周作人・廃名とともに中心的な人物だった。
日中戦争中は北京にとどまり、私立の中国大学で教えた。
1946年に北京大学の教授に就任した。中華人民共和国成立後もひきつづき北京大学にあった。1953年には中国科学院文学研究所の古典文学研究室に入って、旧著の『紅楼夢弁』を改訂して『紅楼夢研究』の名で出版し、また「紅楼夢簡論」（『新建設』1954年3月）などを発表した。
1954年に藍翎・李希凡という2人の若い研究者が後者を批判する論文を山東大学の学術雑誌『文史哲』の1954年第9期に発表した。毛沢東はこの論文を支持して、みずから「兪平伯の紅楼夢研究」と「胡適の反動思想」に反対する全国的な政治大批判を開始した。『紅楼夢研究』批判は当時の有名な事件であった。文化大革命で兪平伯は再び迫害を受け、河南省息県の五七幹部学校に送られて労働をさせられた。
1990年10月15日に北京市西城区月壇街道三里河南沙溝の自宅で没した。90歳の高齢だった。
本貫の徳清県に兪平伯記念館が建てられている。

## 作品
- 『紅楼夢弁』（1923年初版、1953年に『紅楼夢研究』と改題して再版）
- 詩集：『冬夜』（1922年）、『古槐書屋間』、『西還』（1924年）、『憶』（1925年）
- 散文集：『燕知草』（1928年）、『雑拌児』（1928年）、『雑拌児之二』（1933年）、『古槐夢遇』（1936年）、『燕郊集』（1936年）
- 『唐宋詞選釈』
- 孫玉蓉主編『兪平伯全集』（1998年出版）

## 評価
- 聞一多は1923年に兪平伯の詩を批評する「『冬夜』評論」を発表した。
- 銭鍾書の『宋詩紀事』批注にいう：「痴人が本当の事だと思って句の下に死に、愚か者となるのは、読書することが少なく、一隅にとらわれて深く通じることができないからである。兪曲園（兪樾）の不肖の孫輩が小説の本事を考訂するのは即ち『痴人の前に夢を説き得ず』であり、『紅楼夢』は一層説き得ない」[3]